# Pfarrkirche Gansbach

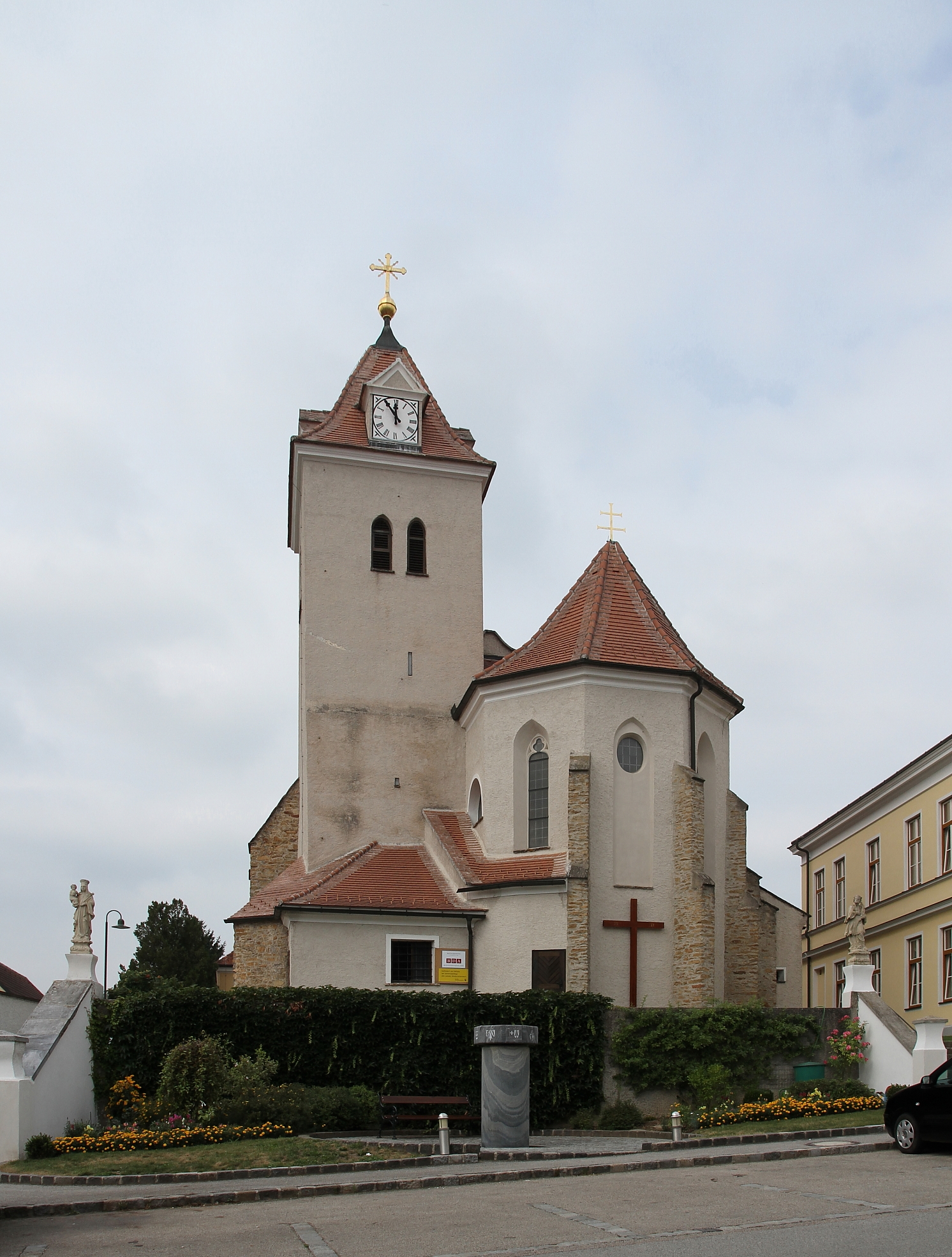
Katholische Pfarrkirche hl. Bartholomäus in Gansbach

Die römisch-katholische Pfarrkirche Gansbach steht in der Ortschaft Gansbach in der Marktgemeinde Dunkelsteinerwald im Bezirk Melk in Niederösterreich. Die dem Patrozinium hl. Bartholomäus unterstellte Pfarrkirche gehört zum Dekanat Göttweig in der Diözese St. Pölten. Die Kirche steht unter Denkmalschutz (Listeneintrag).

## Geschichte
Die dem Stift Göttweig inkorporierte Pfarre wurde um 1250 gegründet.
Der heutige Chor entstand im 14. Jahrhundert, das Langhaus und der Südturm im Kern im 15. Jahrhundert. Die Kirche wurde ab 1664 umgebaut. Restaurierungen wurden von 1855 bis 1860, außen 1954/1955 und 1998/1999, innen ab 1973 vorgenommen.

## Architektur
Die zweischiffige Hallenkirche steht am Nordostrand des Ortes erhöht hinter einer Futtermauer gegen eine platzartig ausgeweitete Durchgangsstraße. Es gibt zwei Aufgänge als seitliche Treppen mit Pfeilermauern, links aus dem 18. Jahrhundert, rechts im 20. Jahrhundert symmetrisch ergänzt. Ebendort stehen auf hohen Sockeln rechts eine barocke Statue der gekrönte Madonna mit Kind, links der hl. Johannes Nepomuk.
Das breit gelagerte niedrige Langhaus hat ein Schopfwalmdach. Die Giebelfront hat drei barocke Vierpasslucken, rundbogige Lünettenfenster, und Portalvorbauten aus dem 20. Jahrhundert. Der schlanke hohe Chor mit einem Fünfachtelschluss hat Spitzbogenfenster teils mit Resten von Dreipasswerk aus dem 14. Jahrhundert. Nördlich am Chor steht ein eingeschoßiger Anbau der alten Sakristei. Im südlichen Chorwinkel steht der massive längsrechteckige zweigeschoßige Turm unter einem Zeltdach mit Dachhäuschen hinter Zifferblättern und einem Turmkreuz, die Schallfenster sind gekuppelt. Östlich am Turm steht ein eingeschoßiger Sakristeianbau und ein schmaler Treppenaufgang.
Die zweischiffige, dreijochige Halle wird von Kreuzgratgewölben auf Pfeilern mit Pilaster und geschichteten Wandpilastern überspannt. Das breite Nordschiff ist wohl das spätmittelalterliche Hauptschiff. Die Westempore geht über die gesamte Breite. Die ornamentale Deckenmalerei zeigt barocke Formen. Der eingezogene rundbogige Triumphbogen zeigt gemalt des Stiftwappen Göttweig. Der Chor mit einer darunterliegenden Gruft in Fortsetzung des Hauptschiffes hat ein quadratisches Joch und Kreuzrippengewölbe auf Bündeldiensten und reliefierte Rosettenschlusssteine. Die spätgotische Sakramentsnische hat eine Giebelblende, die südliche Chorseitenkapelle im Turm hat ein quadratisches Joch mit kräftigem Deckenstuck aus dem 17. Jahrhundert. Die südliche Sakristei hat ein Platzlgewölbe, die nördliche alte Sakristei eine Stichkappentonne.
Im Fenster der Chorseitenkapelle befindet sich ein Wappen des Benediktinerabts Clemens Lashofer von 1981.

## Ausstattung
Der Hochaltar um 1700 ist ein Doppelsäulenretabel mit gesprengtem Giebel, in dessen Auszug ein Bild des Johannes Nepomuk eingepasst ist. Es wird der Werkstatt Martin Johann Schmidt zugeschrieben. Das Altarblatt mit dem Martyrium des hl. Bartholomäus malte Paulus Haubenstricker 1781. Der Altar wird flankiert von Figuren der Heiligen Sebastian und Antonius von Padua.
Der Seitenaltar um die Mitte des 18. Jahrhunderts zeigt im Bilderrahmenretabel in einer Kartusche die Unterweisung Mariä von Martin Johann Schmidt 1779. Das Bild wurde aus der Kartause Aggsbach hierher übertragen. Das Antependium um 1730 in Sekundärverwendung beschnitten entstand wohl im Umkreis von Johann Rudolf Byss.
Die schlichte Hängekanzel mit Stehvoluten auf dem Schalldeckel entstand im frühen 19. Jahrhundert. Die Kreuzwegbilder schuf die Werkstatt Martin Johann Schmidt, die erste Station nennt 1803.
Die Orgel mit 10 Registern (10/I/P) baute Joseph Gatto 1792, die Orgel wurde 1979 von Gerhard Hradetzky umgebaut.

## Grabdenkmäler
- Andre Franz Moser und Frau Anna Maria mit Wappen 1662.
- Gedenkstein in manieristischer Reliefrahmung zu Hans Geyer von Osterburg zu Wolfstein und Frau Regina um 1600.